# سديم المستطيل الأحمر
سديم المستطيل الأحمر، سديم يبعد عن الأرض حوالي 2300±300 سنة ضوئية يقع في كوكبة وحيد القرن.
سمي بهذا الاسم نسبتًا الي شكله الذي يشبه المستطيل ولونة الاحمر البديع. تم اكتشافه عام 1973 خلال رحلة المسح للسماء بالأشعة تحت الحمراء(AFCRL) المسمى(Hi Star). يتميز بأنه غني بهيدروكربونات العطرية متعددة الحلقات. يوجد في مركزه نجم يُدعي HD 44179 وعلى نجم اخر يُدعي RAFGL 915 أي أنه نظام ثنائي كما أن له شكل مميز يشبه الحرف (X) وله قدر ظاهري يساوي 9.02 سديم المستطيل الاحمر في كوكبة وحيد القرن سديم المستطيل الاحمر "Red Rectangle" تصنيف:سديم كوكبي أولي في كوكبة مونوسيروس"Monoceros", تصنيف:كوكبة وحيد القرن, وتم اكتشاف النظام الثنائي في مركز السديم لأول مرة بواسطة روبرت جرانت أيتكين في عام 1915. اما كيف لسديم كوكبي أن ينسج شبكة معقدة كهذه؟ يعكس السديم الكوكبي العنكبوت الأحمر (Red Spider Planetary Nebula) التركيبة المعقدة لبنية ما هي إلا نتاج انبعاث الغازات الخارجية لنجم عادي محولةً إياه إلى قزم أبيض. ويحوي هذا السديم الكوكبي ذو الفصين المتماثلين والمعروف باسم NGC 6537 على أحد أشد النجوم القزمة البيضاء سخونةً، والذي قد يكون جزءاً من منظومة نجمية مزدوجة. ومع قياس الرياح المنبثقة من داخل النجوم المركزية والمشاهدة في وسط الصورة، اتضح أنها تُقدَّر بسرعة 1000 كيلومتر في الثانية، وتمدد هذه الرياح نطاق السديم منتقلةً على طول مسافة جدرانه مسببةً حالة تصادم بين موجات من الغازات الساخنة والغبار، ثم تتسبب الذرات المحاصرة في عملية التصادم هذه بانبعاث ضوء كما هو موضح في الصورة الملونة المرفقة والملتقطة عن طريق تلسكوب هابل الفضائي Hubble Space Telescope. يبقى أن نقول أن سديم العنكبوت الأحمر يميل إلى ناحية كوكبة القوس Sagittarius التي نجهل بُعدها عنا على وجه التحديد، إلا أنه تم تقدير ذلك البُعد بما يقارب الـ 4000 سنة ضوئية.

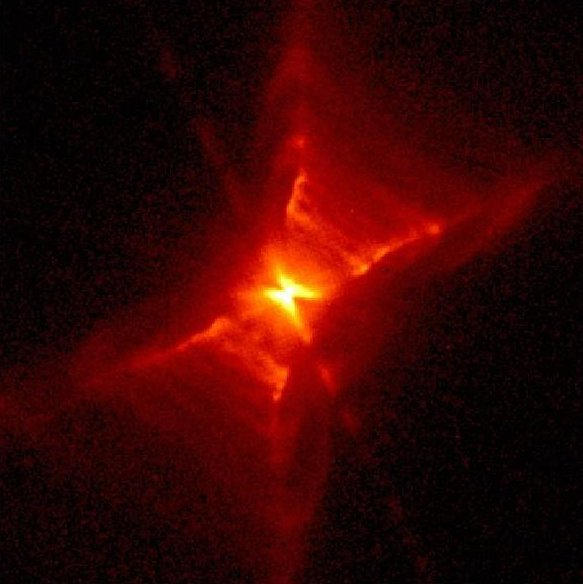
سديم المستطيل الأحمر في كوكبة وحيد القرن

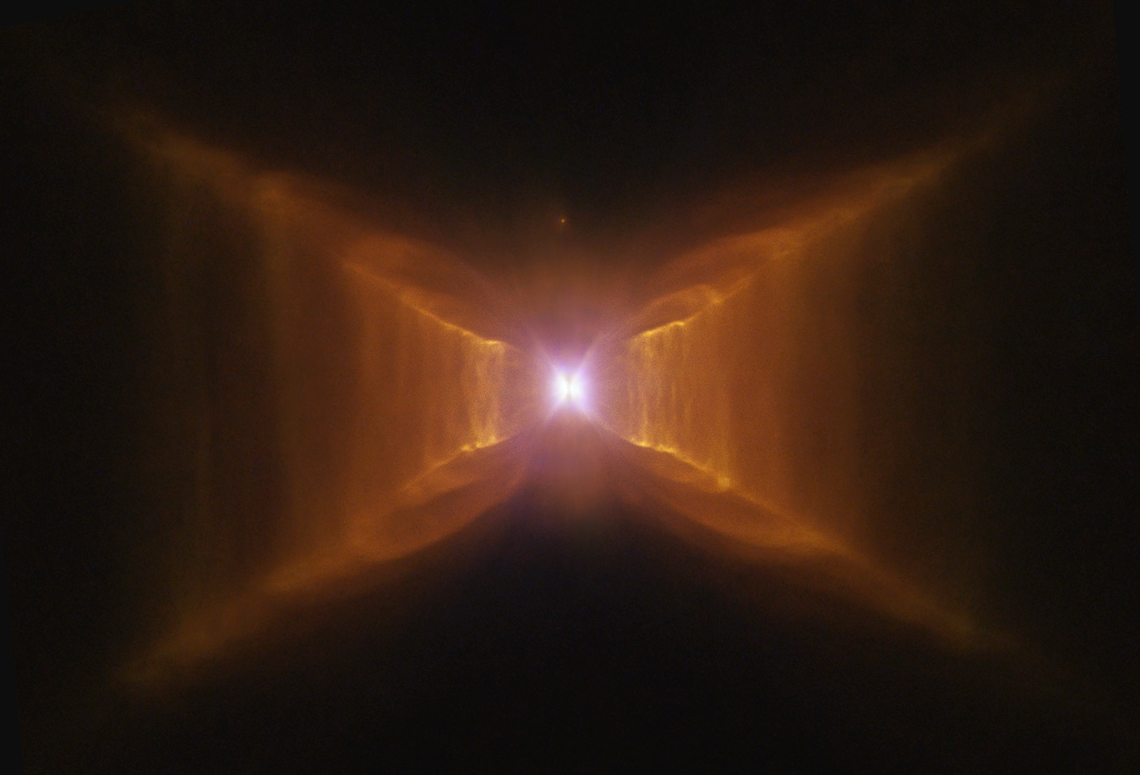
سديم المستطيل الأحمر "Red Rectangle"

<